# Pycnogonum pustulatum
Pycnogonum pustulatum är en havsspindelart som beskrevs av Stock, J.H. 1994. Pycnogonum pustulatum ingår i släktet Pycnogonum och familjen Pycnogonidae. Inga underarter finns listade i Catalogue of Life.